# San Miguel de Luena
San Miguel de Luena es la capital del municipio de Luena (Cantabria, España). En el año 2024 contaba con una población de 48 habitantes (INE). La localidad se encuentra a 457 metros de altitud sobre el nivel del mar, y está a 52 kilómetros de distancia de la capital cántabra, Santander.